# Hydromantes platycephalus
Hydromantes platycephalus (tên tiếng Anh: Mount Lyell Salamander) là một loài kỳ giông thuộc họ Plethodontidae.
Đây là loài đặc hữu của Hoa Kỳ.
Môi trường sống tự nhiên của chúng là rừng ôn đới, suối nước ngọt, vùng nhiều đá, và hang.